# Achim Schmoldt

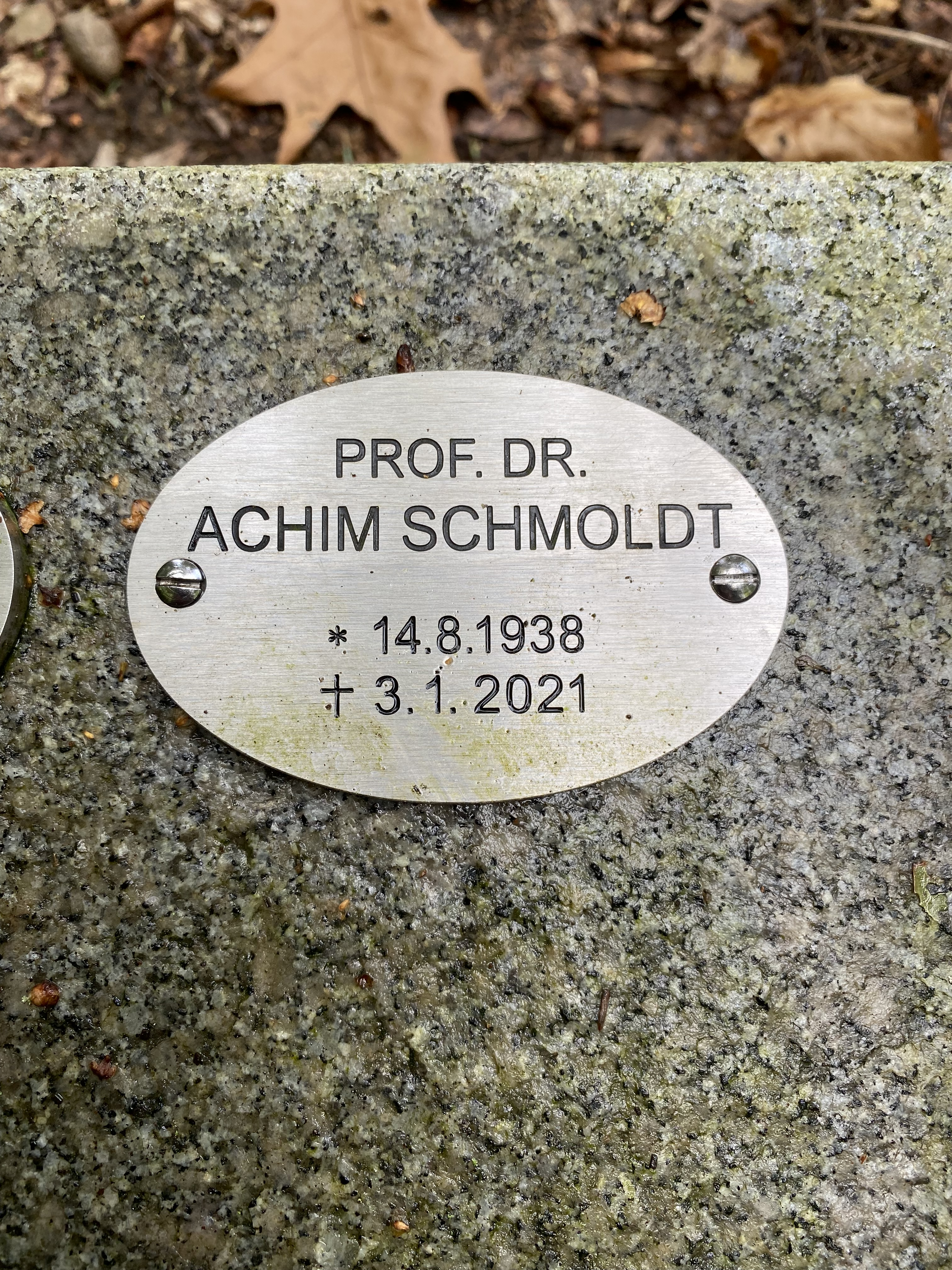
Gedenkplakette für Achim Schmoldt im „Ruhewald am Prökelmoor“ auf dem Friedhof Ohlsdorf

Achim Schmoldt (* 14. August 1938 in Hamburg; † 3. Januar 2021) war ein deutscher Pharmakologe, Toxikologe und Rechtsmediziner. Er arbeitete als Professor am Universitätskrankenhaus Eppendorf der Universität Hamburg.

## Ausbildung und Beruf
Nach seinem Schulabschluss in Hamburg absolvierte Schmoldt ein zweijähriges Praktikum in einer Apotheke, studierte bis 1962 an der Universität Hamburg Pharmazie und wurde im darauffolgenden Jahr als Apotheker approbiert. Noch im selben Jahr begann er an seiner Alma Mater ein Medizinstudium, das er 1968 abschloss. 1971 erwarb er den medizinischen Doktortitel; seine Dissertation hatte die Boten-RNS gelenkte Proteinbiosynthese zum Thema. 1970 wurde Schmoldt Wissenschaftlicher Assistent am Pharmakologischen Institut des Universitätskrankenhauses Eppendorf in Hamburg. Noch vor seiner Anerkennung als Facharzt für Pharmakologie und Toxikologie 1978 habilitierte er sich für diese Fächer mit einer Arbeit über die Wirkung von polychlorierten Biphenylen auf die Leber aus dem Jahr 1976.
In den Jahren 1979 und 1980 war er im Bundesgesundheitsamt in Berlin mit der Leitung des Fachgebietes Standardzulassungen betraut. Die Universität Hamburg ernannte Schmoldt 1982 zum Professor für Rechtsmedizin, und er wurde Leiter der toxikologischen Abteilung des rechtsmedizinischen Instituts am Universitätskrankenhaus Eppendorf; sein Vorgänger war Wolfgang Arnold. In seiner Funktion als stellvertretender geschäftsführender Direktor dort wirkte er an der Leitung des gesamten rechtsmedizinischen Instituts mit.
Im Jahr seiner Emeritierung 2003 zeichnete die Gesellschaft für Toxikologische und Forensische Chemie, GTFCh Achim Schmoldt mit der Jean Servais Stas-Medaille für hervorragende Leistungen auf toxikologisch-forensischem Gebiet aus.
Seine Urne wurde im „Ruhewald am Prökelmoor“ auf dem Friedhof Hamburg-Ohlsdorf bestattet.

## Forschungsinteressen und Gutachtertätigkeit
Die wissenschaftliche Arbeit von Schmoldt betraf eine Vielzahl toxikologischer Themen. Besonders zu nennen sind dabei die Biosynthese von Katecholaminen, die Toxikologie polychlorierter Biphenyle, der Metabolismus von einer Reihe toxischer Stoffe, vor allem von polyzyklischen aromatischen Kohlenwasserstoffen (PAH), von Herzglykosiden, von nichtsteroidalen Antirheumatika, von Äthylalkohol, von Opioiden und von verschiedenen Psychopharmaka. In einer breit angelegten Studie zu Drogentodesfällen und Drogennotfällen in Berlin, Bremen und Hamburg untersuchte er die Kinetik von Drogen und ging der Bestimmung ihrer tödlichen Konzentration im Körper nach.
Schmoldt untersuchte 1987 zusammen mit Werner Janssen den Tod von Uwe Barschel im Auftrag von dessen Familie. Das Ergebnis wurde erst viele Jahre später publik. Im Fall Mechthild Bach trat Achim Schmoldt als Sachverständiger auf.

## Werke
Achim Schmoldt veröffentlichte mehr als 300 wissenschaftliche Arbeiten zu medizinischen, vor allem toxikologischen Themen. Eine kleine Auswahl:
- Versuche zur Boten-RNS gelenkten Proteinbiosynthese im zellfreien heterologen Säugetiersystem. Universität Hamburg 1971. (Dissertation)
- Rat liver changes after subchronic expostion to polychlorinated biphenyls (PCB) of low chlorine content. In: Archives of Toxicology. Bd. 37, 1977, ISSN 0340-5761, S. 203–217 (englisch, mit E. Altenähr, W. Grote, H. G. Damman, und B. Sidau)
- Therapeutic and toxic blood concentrations of more than 800 drugs and other xenobiotics. In: Die Pharmazie, Bd. 58, Nr. 7, 2003, ISSN 0031-7144. S. 447–474 Artikel im Web (englisch, mit Martin Schulz; Aktualisierungen bis 2020. Bekannt als Schulz-Schmoldt-Liste). Artikel im Web, PDF-Dokument
- Drogennot- und -todesfälle. In: Burkhard Madea und Bernd Brinkmann (Hrsg.): Handbuch gerichtliche Medizin, Bd. 2. Springer, Berlin 2003, ISBN 978-3-642-63055-2, S. 689–735. (Mit Klaus Püschel)